# Нурали
Нурали́ (укр. Нуралi, крымскотат. Nur Ali, Нур Али) — исчезнувшее село в Раздольненском районе Республики Крым, располагавшееся на севере района, в степной части Крыма, примерно в 2,5 км юго-восточнее современного села Огни.

### Динамика численности населения
| - 1864 год — 46 чел. - 1889 год — 62 чел. - 1892 год — 46 чел. | - 1900 год — 45 чел. - 1915 год — 29/4 чел. - 1926 год — 52 чел. |

## История
Первое документальное упоминание села встречается в Камеральном Описании Крыма… 1784 года, судя по которому, в последний период Крымского ханства Нюрали входил в Мангытский кадылык Козловскаго каймаканства. После присоединения Крыма к России 8 февраля 1784 года в списках ревизий начала XIX века Нурали не встречается, хотя регулярно отмечалось на картах военными топографами в Хоротокиятской волости Евпаторийского уезда Таврической губернии. На военно-топографической карте генерал-майора Мухина 1817 года деревня Мурале обозначена с 8 дворами. Согласно «Ведомости о казённых волостях Таврической губернии 1829 года» после реформы волостного деления 1829 года Нурале отнесли к Аксакал-Меркитской волости (переименованной из Хоротокиятской). На карте 1836 года в деревне 17 дворов. Затем, видимо, в результате эмиграции крымских татар, деревня заметно опустела и на карте 1842 года — условным знаком «малая деревня», то есть, менее 5 дворов.
В 1860-х годах, после земской реформы Александра II, деревню приписали к Биюк-Асской волости. Согласно «Памятной книжке Таврической губернии за 1867 год», деревня была покинута жителями, вследствие эмиграции крымских татар, особенно массовой после Крымской войны 1853—1856 годов, в Турцию и вновь заселена татарами.
В «Списке населённых мест Таврической губернии по сведениям 1864 года», составленном по результатам VIII ревизии 1864 года, Нурали — владельческая татарская деревня, с 7 дворами, 46 жителями и мечетью при колодцах. По обследованиям профессора А. Н. Козловского 1867 года, вода в колодцах деревни была «соленоватая» а их глубина колебалась от 10 до 15 саженей (21—33 м). На трехверстовой карте Шуберта 1865—1876 года в деревне Нурали обозначено 8 дворов.
В «Памятной книге Таврической губернии 1889 года», по результатам Х ревизии 1887 года, в деревне Нуралий числилось 15 дворов и 62 жителя. Согласно «…Памятной книжке Таврической губернии на 1892 год», в деревне Нурали, входившей в Аипский участок, было 46 жителей в 8 домохозяйствах.
Земская реформа 1890-х годов в Евпаторийском уезде прошла после 1892 года, в результате Нурали приписали к Коджанбакской волости.
По «…Памятной книжке Таврической губернии на 1900 год» в деревне числилось 45 жителей в 6 дворах. Видимо, в начале XX века в деревне (с тех пор — хутор) поселились крымские немцы и по Статистическому справочнику Таврической губернии. Ч.II-я. Статистический очерк, выпуск пятый Евпаторийский уезд, 1915 год, на хуторе Нурали (Умер-Мурзы Мансурского) Коджамбакской волости Евпаторийского уезда числилось 4 двора (1 двор с землёй, 3 — безземельные) с немецким населением в количестве 29 человек приписных жителей и 4 — «посторонних», из которых 19 мужчин и 18 женщин. Жители владели 353 десятинами удобной земли. В хозяйствах имелось 24 лошади, 16 волов, 6 коров и 41 голова мелкого скота.
После установления в Крыму Советской власти, по постановлению Крымревкома от 8 января 1921 года № 206 «Об изменении административных границ» была упразднена волостная система и село вошло в состав Бакальского района Евпаторийского уезда, а в 1922 году уезды получили название округов. 11 октября 1923 года, согласно постановлению ВЦИК, в административное деление Крымской АССР были внесены изменения, в результате которых округа были отменены, Бакальский район упразднён и село вошло в состав Евпаторийского района. Согласно Списку населённых пунктов Крымской АССР по Всесоюзной переписи 17 декабря 1926 года, в селе Нурали, Ак-Шеихского сельсовета Евпаторийского района, числилось 11 дворов, из них 10 крестьянских, население составляло 52 человека, из них 35 татар, 12 русских, 3 еврея и 2 украинца. После создания в 1935 году Ак-Шеихского района (переименованного в 1944 году в Раздольненский) Нурали включили в его состав. В последний раз Нурали отмечено на двухкилометровке РККА 1942 года. В 1944 году, после освобождения Крыма от фашистов, согласно Постановлению ГКО № 5859 от 11 мая 1944 года, 18 мая крымские татары были депортированы в Среднюю Азию — видимо, опустевшее после депортации и войны село не возрождали, так как в дальнейшем в доступных источниках не встречается.